# نهر نيرا
نهر نيرا هو نهر في كاليدونيا الجديدة . تبلغ مساحته 546 كيلومترًا مربعًا ، ويشكل أحد أكبر أنظمة الأنهار على الساحل الغربي. يصب هذا النهر في الجانب الشرقي من خليج جوارو.

## أنظر أيضا
- قائمة أنهار كاليدونيا الجديدة